# منتخب جزر المالديف لكرة الطائرة للرجال
منتخب جزر المالديف لكرة الطائرة للرجال هو ممثل جزر المالديف الرسمي في المنافسات الدولية في كرة طائرة في فئة كرة الطائرة للرجال
.